# Ka Hsaw Wa
Ka Hsaw Wa – birmański aktywista praw człowieka.

## Życiorys
Urodził się w dyskryminowanej przez rząd mniejszości karenskiej. W 1988 jako osiemnastolatek brał udział w masowej demonstracji studenckiej domagającej się przestrzegania praw człowieka i zakończenia rządów wojskowych. Został aresztowany i torturowany przez trzy dni.
Został zmuszony do opuszczenia domu. Ukrywał się w lasach w pobliżu granicy z Tajlandią.
Ka Hsaw Wa podróżował na tereny zmilitaryzowane, aby dokumentować nadużycia władzy i łamanie praw człowieka.
W 1995 był współzałożycielem EarthRight International (ERI), która za cel stawiała podnoszenie świadomości powiązań pomiędzy prawami człowieka a ekologią.

## Nagrody
- Nagroda Goldmanów (1999)[1]
- Reebok Human Rights Award (1999)[2]
- Ramon Magsaysay Award (2009)[3]